# Oslany
Oslany (in tedesco  Oßlan o Hosslen, in ungherese Oszlány) è un comune della Slovacchia facente parte del distretto di Prievidza, nella regione di Trenčín.
Fu menzionato per la prima volta in un documento storico nel 1254 quando apparteneva agli Ivanki, amministratori della Corona d'Ungheria. Successivamente passò alla città di Zvolen, per poi tornare nuovamente possesso della Corona. A partire dal 1554 appartenne agli Oszlány/Osliansky, ai Morsy/Moršocky, ai Gothoym, ai Chery e ai Ghiczy. Nel XVII secolo passò alla Signoria di Bojnice.